# N-Trak
N-Trak ist ein Modellbahn-Modulsystem der Spurweite N, das Anfang der 1970er Jahre in den USA entstand.
Das System baut auf einem starren Raster von 2 Fuß (ca. 61 cm) auf, dadurch sind geschlossene Ringanlagen möglich. Es sind drei nebeneinander liegende elektrisch unabhängige Streckengleise definiert, von denen die beiden vorderen eine durchgehende Hauptstrecke darstellen, während das dritte Gleis dem Lokalverkehr dient.
Durch die weltweite Verbreitung des Systems sind internationale Anlagen sehr leicht zu realisieren.
N-Trak stand bei fast allen späteren Modulsystemen wie Bendtrak, FREMO oder AmericaN Pate.